# Cryptosula reticulata
Cryptosula reticulata är en mossdjursart som först beskrevs av Okada 1929.  Cryptosula reticulata ingår i släktet Cryptosula och familjen Cryptosulidae. Inga underarter finns listade i Catalogue of Life.